# Mario Party 6
Mario Party 6 (マリオパーティ6, Mario Pāti Shikkusu) é um jogo eletrônico em grupo desenvolvido pela Hudson Soft e publicado pela Nintendo. É o sexto título principal da série Mario Party e foi lançado exclusivamente para Nintendo GameCube em novembro de 2004 no Japão, em dezembro na América do Norte e em março de 2005 na Europa.

## Recepção
O jogo recebeu críticas mistas de acordo com o agregador de críticas Metacritic. A GameSpot citou que o jogo é divertido para a família e para jogatinas multiplayer, mas o criticou por ter muitas ideias repetidas dos antigos jogos Mario Party. A IGN criticou a falta de originalidade e o uso do microfone. A Famitsu deu uma nota de 31/40.
Retrospectivamente, o jogo foi considerado por alguns críticos como um dos melhores jogos da série, citando o sistema dia e noite como uma inovação que diferencia Mario Party 6 de outros jogos da série.
Mario Party 6 vendeu 1,63 milhão de cópias, tornando-o o jogo da série Mario Party lançado para um console doméstico com as piores vendas.